# Halowe rekordy Azji w lekkoatletyce
Halowe rekordy Azji w lekkoatletyce – najlepsze wyniki w historii lekkoatletyki uzyskane przez zawodników z Azji, które zostały uzyskane podczas zawodów w hali.

## Mężczyźni
| Konkurencja                    | Rezultat | Zawodnik                                                                                                 | Miejsce uzyskania | Data             |
| ------------------------------ | -------- | --- | ----------------- | ---------------- |
| bieg na 50 metrów              | 5,69     | Gienadij Czernowoł                                                                                       | Liévin            | 24 lutego 2002   |
| bieg na 60 metrów              | 6,42     | Su Bingtian                                                                                              | Birmingham        | 3 marca 2018     |
| bieg na 200 metrów             | 20,63    | Kōji Itō                                                                                                 | Maebashi          | 5 marca 1999     |
| bieg na 400 metrów             | 45,39    | Abd al-Ilah Harun                                                                                        | Sztokholm         | 19 lutego 2015   |
| bieg na 600 metrów             | 1:15,83  | Musaeb Abdulrahman Balla                                                                                 | Moskwa            | 2 lutego 2014    |
| bieg na 800 metrów             | 1:45,26  | Youssef Saad Kamel                                                                                       | Walencja          | 9 marca 2008     |
| bieg na 1000 metrów            | 2:17,06  | Belal Mansoor Ali                                                                                        | Gandawa           | 24 lutego 2008   |
| bieg na 1500 metrów            | 3:36,28  | Belal Mansoor Ali                                                                                        | Sztokholm         | 20 lutego 2007   |
| bieg na milę                   | 3:54,72  | Kieran Tuntivate                                                                                         | Boston            | 14 lutego 2025   |
| bieg na 3000 metrów            | 7:31,77  | Birhanu Balew                                                                                            | Liévin            | 17 lutego 2022   |
| bieg na 5000 metrów            | 12:59,77 | Gulveer Singh                                                                                            | Boston            | 21 lutego 2025   |
| bieg na 50 metrów przez płotki | 6,44     | Liu Xiang                                                                                                | Liévin            | 28 lutego 2004   |
| bieg na 60 metrów przez płotki | 7,41     | Liu Xiang                                                                                                | Birmingham        | 18 lutego 2012   |
| sztafeta 4 × 200 metrów        | 1:26,70  | Kazachstan (obwód karagandyjski) · Witalij Zems · Władisław Grigorjew · Wjaczesław Zems · Dawid Jefremow | Ust-Kamienogorsk  | 15 stycznia 2018 |
| sztafeta 4 × 400 m             | 3:05,90  | Japonia · Kazuhiro Takahashi · Jun Osakada · Masayoshi Kan · Shunji Karube                               | Maebashi          | 6 marca 1999     |
| sztafeta 4 × 800 m             | 8:48,6h  | Japonia (Ricker CO) · Shunji Kawasaki · Katsumi Nakao · Susumu Kawasho · Takashi Sugisaki                | Tokio             | 19 marca 1961    |
| chód na 5000 metrów            | 19:14,00 | Siergiej Korepanow                                                                                       | Karaganda         | 28 stycznia 1995 |
| skok wzwyż                     | 2,41     | Mutazz Isa Barszim                                                                                       | Athlone           | 18 lutego 2015   |
| skok o tyczce                  | 5,93     | Ernest John Obiena                                                                                       | Berlin            | 23 lutego 2024   |
| skok w dal                     | 8,27     | Su Xiongfeng                                                                                             | Nankin            | 11 marca 2010    |
| trójskok                       | 17,41    | Dong Bin                                                                                                 | Nankin            | 29 lutego 2016   |
| pchnięcie kulą                 | 21,10    | Abdelrahman Mahmoud                                                                                      | Homel             | 29 stycznia 2021 |
| siedmiobój                     | 6229 pkt | Dmitrij Karpow                                                                                           | Tallinn           | 16 lutego 2008   |

## Kobiety
| Konkurencja                    | Rezultat | Zawodniczka                                                                                                | Miejsce uzyskania | Data             |
| ------------------------------ | -------- | --- | ----------------- | ---------------- |
| bieg na 50 metrów              | 6,31     | Susanthika Jayasinghe                                                                                      | Liévin            | 25 lutego 2001   |
| bieg na 60 metrów              | 7,09     | Susanthika Jayasinghe                                                                                      | Stuttgart         | 7 lutego 1999    |
| bieg na 200 metrów             | 22,99    | Susanthika Jayasinghe                                                                                      | Lizbona           | 9 marca 2001     |
| bieg na 400 metrów             | 51,45    | Kemi Adekoya                                                                                               | Portland          | 19 marca 2016    |
| bieg na 800 metrów             | 2:00,78  | Miho Sugimori                                                                                              | Jokohama          | 22 lutego 2003   |
| bieg na 1000 metrów            | 2:39,06  | Nozomi Tanaka                                                                                              | Boston            | 31 stycznia 2025 |
| bieg na 1500 metrów            | 3:59,79  | Maryam Yusuf Jamal                                                                                         | Walencja          | 9 marca 2008     |
| bieg na milę                   | 4:24,71  | Maryam Yusuf Jamal                                                                                         | Birmingham        | 20 lutego 2010   |
| bieg na 3000 metrów            | 8:33,52  | Nozomi Tanaka                                                                                              | Nowy Jork         | 8 lutego 2025    |
| bieg na 5000 metrów            | 14:51,26 | Nozomi Tanaka                                                                                              | Boston            | 15 lutego 2025   |
| bieg na 50 metrów przez płotki | 6,70     | Olga Szyszygina                                                                                            | Budapeszt         | 5 lutego 1999    |
| bieg na 60 metrów przez płotki | 7,82     | Olga Szyszygina                                                                                            | Liévin            | 21 lutego 1999   |
| sztafeta 4 × 200 metrów        | 1:36,40  | Kazachstan (Ałmaty) · Anastasija Tułapina · Julija Rachmanowa · Ajgerim Szynazbiekowa · Wiktorija Ziabkina | Ust-Kamienogorsk  | 11 lutego 2017   |
| sztafeta 4 × 400 metrów        | 3:35,07  | Bahrajn · Salwa Eid Naser · Luwaseun Yusuf Jamal · Iman Isa Jassim · Kemi Adekoya                          | Doha              | 21 lutego 2016   |
| chód na 3000 metrów            | 12:42,65 | Yuko Sato                                                                                                  | Osaka             | 11 lutego 1994   |
| skok wzwyż                     | 1,98     | Swietłana Zalewska                                                                                         | Samara            | 2 marca 1996     |
| skok wzwyż                     | 1,98     | Nadieżda Dubowicka                                                                                         | Belgrad           | 19 marca 2022    |
| skok o tyczce                  | 4,70     | Li Ling | Doha              | 19 lutego 2016   |
| skok w dal                     | 6,82     | Yang Juan                                                                                                  | Pekin             | 13 marca 1992    |
| trójskok                       | 15,14    | Olga Rypakowa                                                                                              | Doha              | 13 marca 2010    |
| pchnięcie kulą                 | 21,10    | Sui Xinmei                                                                                                 | Pekin             | 3 marca 1990     |
| pięciobój                      | 4582 pkt | Olga Rypakowa                                                                                              | Pattaya           | 10 lutego 2006   |